# Le Soleil est aveugle
 (août 2018).
Le Soleil est aveugle est un récit de l'écrivain italien Curzio Malaparte paru en 1941.

## Historique
Le Soleil est aveugle est un récit autobiographique de Malaparte sur la bataille des Alpes pendant le mois de juin 1940 ; ce récit parait initialement en janvier et février 1941 dans le magazine Tempo. L'écrivain « ne décrit pas vraiment une guerre, mais plutôt une initiation à l'effort et au sacrifice,»: « une guerre sans espoir, sous le Soleil indifférent, impassible, aveugle aux souffrances humaines. »

## Résumé
Sous le Col de la Seigne, un capitaine des Alpini remonte un névé entre les obus français. Au col, il trouve un banc de jardin public, peint en vert...Plus tard, il rencontrera l'alpino Calusia, spécialiste des mulets, puis le légendaire colonel Fausto Lavizzari (it) qui mourra sur le front russe...

## Éditions

### Italiennes
- 1941 - Il sole è cieco, de Curzio Malaparte, revue Tempo de janvier et février.
- 1947 - Il sole è cieco, de Curzio Malaparte, éditions Vallecchi (it) à Florence.
- 1957 - Il sole è cieco, de Curzio Malaparte, Milano-Roma, Aria d'Italia.

### Françaises
- 1958 - Le Soleil est aveugle de Curzio Malaparte, traduction de Georges Piroué, Paris, Éditions Denoël.
- 1966 - Le Soleil est aveugle de Curzio Malaparte, Paris, Le Livre de poche.